# 丹尼尔·帕克尔
丹尼尔·帕克尔（英語：Daniel Puckel，1932年12月28日—2018年11月13日），生于伊利诺伊州莫林，美国男子射击运动员。他参加了1960年夏季奥运会的三项比赛，未收获奖牌。